# Aenictus wroughtonii
Aenictus wroughtonii (лат.) — вид муравьёв-кочевников рода Aenictus. Эндемики Индии.

## Описание
Длина рабочих менее 3 мм (от 2,5 до 2,7 мм). От близких видов (Aenictus gutianshanensis, Aenictus rhodiensis, Aenictus sagei и Aenictus artipus) отличается следующими признаками: формой петиоля, субпетиолярный выступ почти отсутствует и антеровентрально петиоль не угловатый; брюшко, бёдра и голени блестящие; более мелкими размерами; пропорциями тела.
Усики 10-члениковые. Голова гладкая и блестящая. Клипеус по переднему краю с несколькими зубчиками. На жвалах около в 10 зубцов. Основная окраска желтовато-коричневая. Стебелёк между грудкой и брюшком у рабочих состоит из двух члеников, а у самок и самцов — из одного (петиоль). Глаза у рабочих отсутствуют. Промезонотальная борозда не развита, пронотум и мезонотум слиты. 
Видовое название дано в честь коллектора типовой серии (M. Wroughton).